# Forum Köpenick
Het Forum Köpenick is een winkelcentrum aan de Bahnhofstrasse in Berlin-Köpenick. Het wordt sinds de opening in 1997 beheerd door Fundus Einzelhandelskompetenz. Het centrum herbergt winkelketens,  speciaalzaken en restaurants.

## Geschiedenis
Het overdekte winkelcentrum bestaat uit twee naast elkaar gelegen gebouwen die met elkaar verbonden zijn door een overdekte passage. Het heeft een totale oppervlakte van ongeveer 40.600 m² en werd op de 23 oktober 1997 geopend. Het herbergt meer dan 130 winkels verdeeld over drie verdiepingen. Het heeft panoramische liften en een grote foodcourt. In de parkeergarage zijn 1.250 parkeerplaatsen beschikbaar voor bezoekers. 
In 2011 werden de plannen voor een ander winkelcentrum voltooid, dat in 2012 werd gebouwd op het gebied Elcknerplatz 2/8, Bahnhofstrasse 23, 25 en Borgmannstrasse 12, schuin tegenover het Forum. De B&L Groep beschikt over circa 13.000 m² winkelruimte. Hoofdhuurder is de Saturn-winkel met ruim 4.000 m² bedrijfsruimte. Er zijn ruim 320 parkeerplaatsen beschikbaar. 

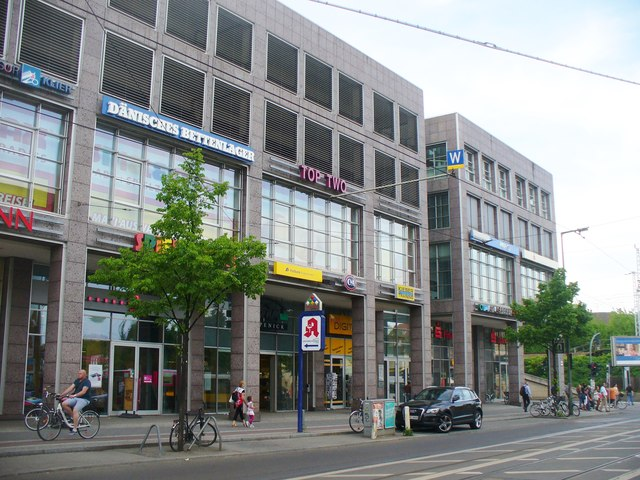
Forum Köpenick
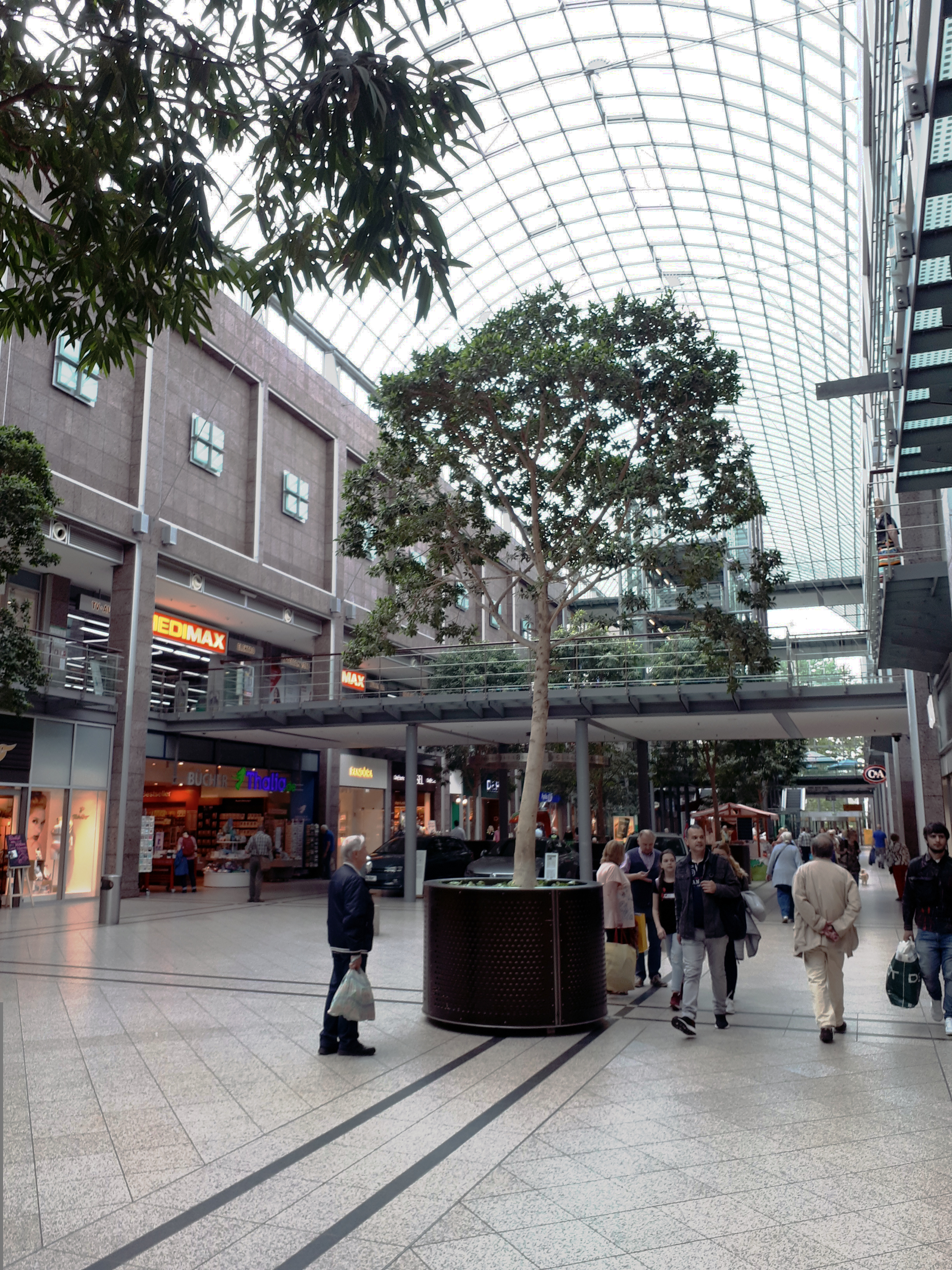
Forum Köpenick 2019
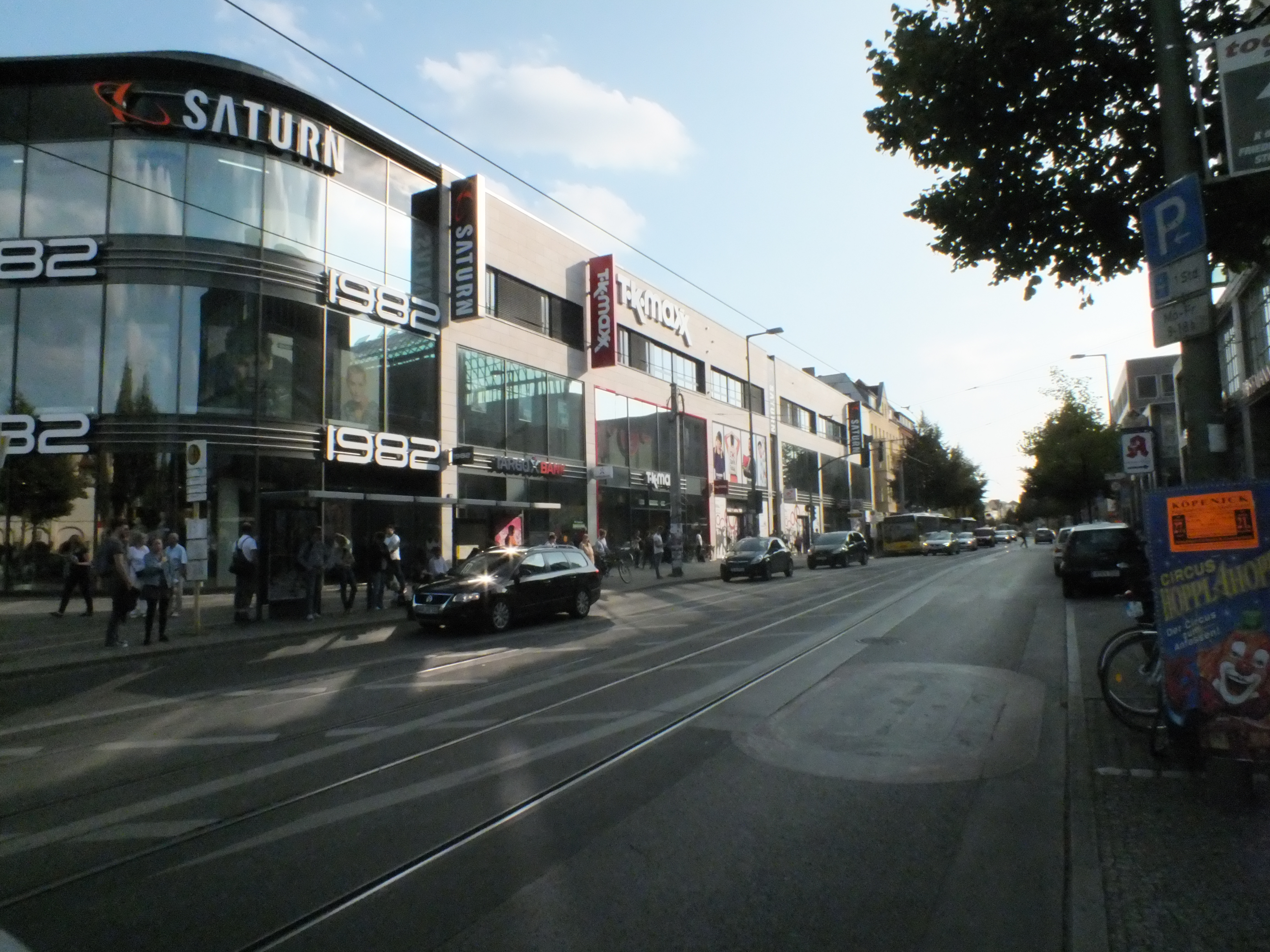
Winkelpand Bahnhofstraße Köpenick